# Orgosolo
Orgosolo – miejscowość i gmina we Włoszech, w regionie Sardynia, w prowincji Nuoro.
Według danych na rok 2019 gminę zamieszkiwało 4126 osób, 19 os./km². Graniczy z Dorgali, Fonni, Mamoiada, Nuoro, Oliena, Talana, Urzulei i Villagrande Strisaili.

## Turystyka
Orgosolo słynie z murali. Szacuje się, że w mieście jest ich kilkaset.